# Dendropsophus rozenmani
Dendropsophus rozenmani es una especie de anfibio de la familia Hylidae. Es endémica de Bolivia.
Sus hábitats naturales incluyen sabanas inundadas y cuerpos de agua permenentes y temporales.